# Pseudoophirion aureum
Pseudoophirion aureum là một loài ruồi trong họ Tachinidae.